# Payback (2017)
Payback (2017) foi um evento de luta livre profissional produzido pela WWE e transmitido em formato pay-per-view e pelo WWE Network, que ocorreu em 30 de abril de 2017, no SAP Center na cidade de San José, Califórnia e que contou com a participação dos lutadores do programa Raw. Este foi o quinto evento da cronologia do Payback e o quinto pay-per-view de 2017 na WWE.

## Antes do evento
Payback teve combates de luta livre profissional de diferentes lutadores com rivalidades e histórias pré-determinadas que se desenvolveram no Raw – programa de televisão da WWE, tal como nos programas transmitido pelo WWE Network – 205 Live e Main Event. Os lutadores interpretaram um vilão ou um mocinho seguindo uma série de eventos para gerar tensão, culminando em várias lutas.
No WrestleMania 33, Kevin Owens derrotou Chris Jericho e conquistou o Campeonato dos Estados Unidos. No Raw da noite seguinte, Jericho invocou sua cláusula de revanche para o Payback. Na semana seguinte, no WWE Superstar Shake-up, Owens foi transferido para o SmackDown. Como resultado, o gerente geral Daniel Bryan anunciou que se Jericho ganhasse o título, ele também seria transferido para o SmackDown e Owens voltaria para o Raw.
No pré-show do WrestleMania 33, Neville derrotou Austin Aries para manter o Campeonato dos Pesos-Médios. No 205 Live de 4 de abril, Aries venceu uma luta fatal 4-way para se tornar novamente no desafiante ao título no Payback.
Também no WrestleMania 33, Randy Orton derrotou Bray Wyatt para ganhar o Campeonato da WWE. No SmackDown de dois dias depois, Wyatt desafiou Orton pra uma luta "House of Horrors" no Payback, que ele aceitou. Apesar de Wyatt ser transferido para o Raw no Superstar Shake-up, os dois continuaram sua rivalidade, com Wyatt fazendo promos sobre a House of Horrors nas semanas seguintes em ambos os programas.
No WrestleMania 33, os Hardy Boyz (Jeff Hardy e Matt Hardy) conquistaram o Campeonato de Duplas do Raw em uma luta de escadas. No Raw da noite seguinte, os antigos campeões Luke Gallows e Karl Anderson invocaram sua cláusula de revanche, mas não conseguiram vencer. Mais tarde naquela noite, Cesaro e Sheamus derrotaram Enzo Amore e Big Cass para se tornarem nos desafiantes ao título. Na semana seguinte, a luta entre as duas equipes foi confirmada para o Payback.
No Raw de 30 de janeiro, Samoa Joe fez sua estreia no plantel principal da WWE ao atacar Seth Rollins a mando de Triple H. Como resultado do ataque, Joe lesionou Rollins e quase fez ele perder o WrestleMania 33. No entanto, Rollins conseguiu se recuperar a tempo e derrotou Triple no evento. No Raw de 10 de abril, Rollins foi novamente atacado por Joe. Uma luta entre eles foi marcada para o Payback no Raw da semana seguinte. No Raw de 23 de abril, Rollins, Enzo Amore e Big Cass estavam marcados para enfrentar Joe, Luke Gallows e Karl Anderson, mas Gallows e Anderson atacaram Enzo antes da luta. Enzo foi substituído por Finn Bálor e seu trio saiu vencedor do combate. Gallows e Anderson então foram marcados para enfrentar Enzo e Cass no pré-show do Payback.
No Royal Rumble, Braun Strowman interferiu na luta pelo Campeonato Universal, custando a Roman Reigns o título. Os dois se enfrentaram no Fastlane, onde Reigns saiu vitorioso. No Raw de 6 de março, Strowman declarou que Reigns teve sorte, mais foi interrompido por The Undertaker, que também foi derrotado por Reigns no WrestleMania 33. Strowman voltou a atacar Reigns no Raw de 10 de abril, lesionando seu ombro. Na semana seguinte, o gerente geral Kurt Angle marcou uma luta entre os dois para o Payback.
No WrestleMania 33, Bayley manteve o Campeonato Feminino do Raw contra Charlotte Flair, Sasha Banks e Nia Jax. No Raw de 10 de abril, Sasha demonstrou interesse em enfrentar Bayley em uma luta individual pelo título. No entanto, Alexa Bliss, que havia sido transferida para o Raw naquela noite, derrotou Sasha, Mickie James e Nia para se tornar na desafiante ao título no Payback.
No Raw de 24 de abril foi anunciado que Finn Bálor seria o entrevistado de The Miz no Miz TV, realizado durante o pré-show.

## Resultados
| Nº                                          | Resultados                                                             | Estipulações | Tempo |
| ------------------------------------------- | ---------------------------------------------------------------------- | --- | ----- |
| Pré- show                                   | Enzo Amore e Big Cass derrotaram Luke Gallows e Karl Anderson          | Luta de duplas | 6:39  |
| 1                                           | Chris Jericho derrotou Kevin Owens (c) por submissão                   | Luta individual pelo Campeonato dos Estados Unidos da WWE; se Jericho ganhasse o titulo, ele seria transferido para o SmackDown. | 14:02 |
| 2                                           | Austin Aries derrotou Neville (c) por desqualificação                  | Luta individual pelo Campeonato de Pesos-médios da WWE                                                                           | 11:16 |
| 3                                           | The Hardy Boyz (Matt Hardy e Jeff Hardy) (c) derrotou Cesaro e Sheamus | Luta de duplas pelo Campeonato de Duplas do Raw                                                                                  | 12:45 |
| 4                                           | Alexa Bliss derrotou Bayley (c)                                        | Luta individual pelo Campeonato Feminino do Raw da WWE                                                                           | 11:12 |
| 5                                           | Seth Rollins derrotou Samoa Joe                                        | Luta individual | 15:56 |
| 6                                           | Bray Wyatt derrotou Randy Orton                                        | Luta House of Horrors | [ a ] |
| 7                                           | Braun Strowman derrotou Roman Reigns                                   | Luta individual | 11:43 |
| (c) – Refere-se aos campeões antes da luta. |                                                                        | |       |

1. ↑  A primeira parte da luta foi pré-gravada na Casa dos Horrores e a segunda parte foi realizada ao vivo na arena. Deste modo é impossível determinar o período exato de tempo que levou a luta completa.